# Wijken en buurten in Groningen
De Nederlandse gemeente Groningen is voor statistische doeleinden onderverdeeld in wijken en buurten. De gemeente was tot 2014 verdeeld in de onderstaande statistische wijken. In 2014 is deze indeling gewijzigd. De onderstaande lijsten zijn daarmee niet meer actueel.
- Wijk 00 Binnenstad (CBS-wijkcode:001400)
- Wijk 01 Schilders- en Zeeheldenwijk (CBS-wijkcode:001401)
- Wijk 02 Oranjewijk (CBS-wijkcode:001402)
- Wijk 03 Korrewegwijk (CBS-wijkcode:001403)
- Wijk 04 Oosterparkwijk (CBS-wijkcode:001404)
- Wijk 05 Oosterpoortwijk (CBS-wijkcode:001405)
- Wijk 06 Herewegwijk en Helpman (CBS-wijkcode:001406)
- Wijk 07 Stadsparkwijk (CBS-wijkcode:001407)
- Wijk 08 Hoogkerk (CBS-wijkcode:001408)
- Wijk 09 Noorddijk (CBS-wijkcode:001409)

Zie voor een overzicht ook de pagina Locator maps of Groningen (city) (Overview) op Wikimedia Commons.
Een statistische wijk kan bestaan uit meerdere buurten. De indeling die het CBS hanteert correspondeert niet altijd met de indeling in wijken die de stad Groningen zelf gebruikt (zie daarvoor deze lijst). Onderstaande tabel geeft de buurtindeling met kentallen volgens het Centraal Bureau voor de Statistiek (2008):
| CBS-buurtcode | Buurtnaam                      | Inwonertal | Opp. totaal (ha) | Opp. land (ha) | Ligging                |
| ------------- | ------------------------------ | ---------- | ---------------- | -------------- | ---------------------- |
| BU00140000    | Stadscentrum                   | 2410       | 27               | 26             | Locatie in de gemeente |
| BU00140001    | Binnenstad-Zuid                | 5440       | 61               | 55             | Locatie in de gemeente |
| BU00140002    | Binnenstad-Oost                | 2580       | 23               | 21             | Locatie in de gemeente |
| BU00140003    | Binnenstad-West                | 1390       | 12               | 11             | Locatie in de gemeente |
| BU00140004    | Hortusbuurt (Binnenstad-Noord) | 4520       | 47               | 46             | Locatie in de gemeente |
| BU00140100    | Schildersbuurt                 | 6220       | 50               | 47             | Locatie in de gemeente |
| BU00140101    | Zeeheldenbuurt                 | 3920       | 53               | 51             | Locatie in de gemeente |
| BU00140102    | Friesestraatweg                | 50         | 17               | 15             | Locatie in de gemeente |
| BU00140103    | Kostverloren                   | 2130       | 26               | 24             | Locatie in de gemeente |
| BU00140104    | Vinkhuizen-Zuid                | 4260       | 110              | 109            | Locatie in de gemeente |
| BU00140105    | Vinkhuizen-Noord               | 6000       | 62               | 60             | Locatie in de gemeente |
| BU00140106    | Hoendiep                       | 110        | 50               | 46             | Locatie in de gemeente |
| BU00140200    | Oranjebuurt                    | 6300       | 68               | 66             | Locatie in de gemeente |
| BU00140201    | Concordiabuurt of Tuinwijk     | 1500       | 16               | 16             | Locatie in de gemeente |
| BU00140202    | Selwerd                        | 6360       | 83               | 81             | Locatie in de gemeente |
| BU00140203    | Paddepoel-Zuid                 | 3400       | 57               | 56             | Locatie in de gemeente |
| BU00140204    | Paddepoel-Noord                | 4990       | 68               | 67             | Locatie in de gemeente |
| BU00140205    | Noorderhoogebrug               | 340        | 61               | 60             | Locatie in de gemeente |
| BU00140206    | Universiteitscomplex           | 20         | 303              | 276            | Locatie in de gemeente |
| BU00140207    | Koningslaagte                  | 80         | 695              | 685            | Locatie in de gemeente |
| BU00140300    | West-Indische buurt            | 1780       | 19               | 17             | Locatie in de gemeente |
| BU00140301    | De Hoogte                      | 3150       | 57               | 55             | Locatie in de gemeente |
| BU00140302    | Oost-Indische buurt            | 6480       | 52               | 52             | Locatie in de gemeente |
| BU00140303    | Korrewegbuurt                  | 5080       | 58               | 53             | Locatie in de gemeente |
| BU00140400    | Gorechtbuurt                   | 4560       | 70               | 69             | Locatie in de gemeente |
| BU00140401    | Oosterparkbuurt                | 2230       | 34               | 33             | Locatie in de gemeente |
| BU00140402    | Bloemenbuurt                   | 1990       | 17               | 17             | Locatie in de gemeente |
| BU00140403    | Florabuurt                     | 1210       | 36               | 34             | Locatie in de gemeente |
| BU00140404    | Damsterbuurt                   | 720        | 32               | 26             | Locatie in de gemeente |
| BU00140500    | Oosterpoortbuurt               | 4730       | 42               | 40             | Locatie in de gemeente |
| BU00140501    | Industriebuurt                 | 1820       | 422              | 377            | Locatie in de gemeente |
| BU00140502    | Euvelgunne                     | 80         | 271              | 251            | Locatie in de gemeente |
| BU00140503    | Middelbert                     | 170        | 363              | 321            | Locatie in de gemeente |
| BU00140504    | Engelbert                      | 870        | 332              | 323            | Locatie in de gemeente |
| BU00140505    | Roodehaan                      | 30         | 323              | 316            | Locatie in de gemeente |
| BU00140509    | Woonschepenhaven               | 110        | 10               | 4              | Locatie in de gemeente |
| BU00140600    | Herewegbuurt                   | 2420       | 24               | 24             | Locatie in de gemeente |
| BU00140601    | Rivierenbuurt                  | 2790       | 44               | 44             | Locatie in de gemeente |
| BU00140602    | Helpman-West                   | 2710       | 42               | 40             | Locatie in de gemeente |
| BU00140603    | Villabuurt-Oost                | 830        | 44               | 44             | Locatie in de gemeente |
| BU00140604    | Helpman-Oost                   | 3420       | 60               | 60             | Locatie in de gemeente |
| BU00140605    | Coendersborg                   | 3280       | 93               | 91             | Locatie in de gemeente |
| BU00140606    | De Wijert-Noord                | 4530       | 77               | 75             | Locatie in de gemeente |
| BU00140607    | De Wijert-Zuid                 | 2640       | 78               | 78             | Locatie in de gemeente |
| BU00140608    | Villabuurt-West                | 350        | 42               | 42             | Locatie in de gemeente |
| BU00140609    | Woonwagenkamp                  | 0          | 3                | 3              | Locatie in de gemeente |
| BU00140700    | Laanhuizen                     | 1160       | 46               | 46             | Locatie in de gemeente |
| BU00140701    | Grunobuurt                     | 2100       | 27               | 24             | Locatie in de gemeente |
| BU00140702    | Corpus den Hoorn-Noord         | 3770       | 89               | 85             | Locatie in de gemeente |
| BU00140703    | Corpus den Hoorn-Zuid          | 6270       | 347              | 294            | Locatie in de gemeente |
| BU00140704    | Stadspark                      | 1460       | 210              | 197            | Locatie in de gemeente |
| BU00140705    | Peizerweg                      | 30         | 58               | 57             | Locatie in de gemeente |
| BU00140709    | Woonwagenkamp                  | 320        | 5                | 5              | Locatie in de gemeente |
| BU00140800    | Hoogkerk-Dorp                  | 1530       | 139              | 132            | Locatie in de gemeente |
| BU00140801    | Hoogkerk-Zuid                  | 4290       | 164              | 105            | Locatie in de gemeente |
| BU00140802    | Vierverlaten                   | 160        | 256              | 249            | Locatie in de gemeente |
| BU00140803    | Leegkerk                       | 3670       | 426              | 417            | Locatie in de gemeente |
| BU00140804    | Dorkwerd                       | 1990       | 302              | 290            | Locatie in de gemeente |
| BU00140805    | Bangeweer                      | 1370       | 159              | 123            | Locatie in de gemeente |
| BU00140806    | De Held                        | 1570       | 216              | 156            | Locatie in de gemeente |
| BU00140807    | Zuidwending                    | 50         | 264              | 254            | Locatie in de gemeente |
| BU00140900    | Oosterhoogebrug                | 2950       | 127              | 106            | Locatie in de gemeente |
| BU00140901    | Lewenborg-Zuid                 | 3090       | 53               | 53             | Locatie in de gemeente |
| BU00140902    | Lewenborg-Noord                | 3540       | 59               | 59             | Locatie in de gemeente |
| BU00140903    | Lewenborg-West                 | 2170       | 45               | 45             | Locatie in de gemeente |
| BU00140904    | Bovenstreek                    | 240        | 131              | 116            | Locatie in de gemeente |
| BU00140905    | Beijum-Oost                    | 6870       | 96               | 96             | Locatie in de gemeente |
| BU00140906    | Beijum-West                    | 6410       | 131              | 129            | Locatie in de gemeente |
| BU00140907    | Ulgersmabuurt                  | 5500       | 200              | 189            | Locatie in de gemeente |
| BU00140908    | Ruischerbrug                   | 1950       | 285              | 270            | Locatie in de gemeente |